# Lečchumský hřbet
Lečchumský hřbet (gruzínsky ლეჩხუმის ქედი, Lečchumis kedi) je horský hřeben v jižní části Velkého Kavkazu, který se táhne západovýchodním směru paralelně s hlavním kavkazským hřebenem.
Podle sovětské encyklopedie je nejvyšším vrcholem Samerdzchle (3584 m n. m.)
Severní a západní strmé svahy tvoří jižní část údolí řeky Cchenisckali v historickém území Dolní Svanetie a Lečchumi. Jižní a východní mírné svahy tvoří severní část údolí řeky Rioni v historické oblasti Rača.

## Vrcholy Lečchumského hřbetu
| Vrchol      | Název v původním jazyce | Nadmořská výška | Souřadnice                       |
| ----------- | ----------------------- | --------------- | -------------------------------- |
| Samerdzchle | სამერცხლე               | 3584 m          | 42°42′54″ s. š., 43°11′00″ v. d. |
| Chutkara    | ჭუთხარო                 | 3562 m          | 42°42′54″ s. š., 43°10′00″ v. d. |